# باري جونز (كاهن كاثوليكي)
باري جونز (بالإنجليزية: Barry Philip Jones)‏ هو كاهن كاثوليكي نيوزيلندي، ولد في 29 سبتمبر 1941 في رانجورا في نيوزيلندا، وتوفي في 13 فبراير 2016 في كرايستشرش في نيوزيلندا.